# Legend of Grimrock
Legend of Grimrock est un jeu vidéo de type dungeon crawler, développé par l'éditeur indépendant finlandais Almost Human. Il est sorti le 11 avril 2012, uniquement sur PC et en anglais. En 2014, Legend of Grimrock 2 est sorti.

## Système de jeu

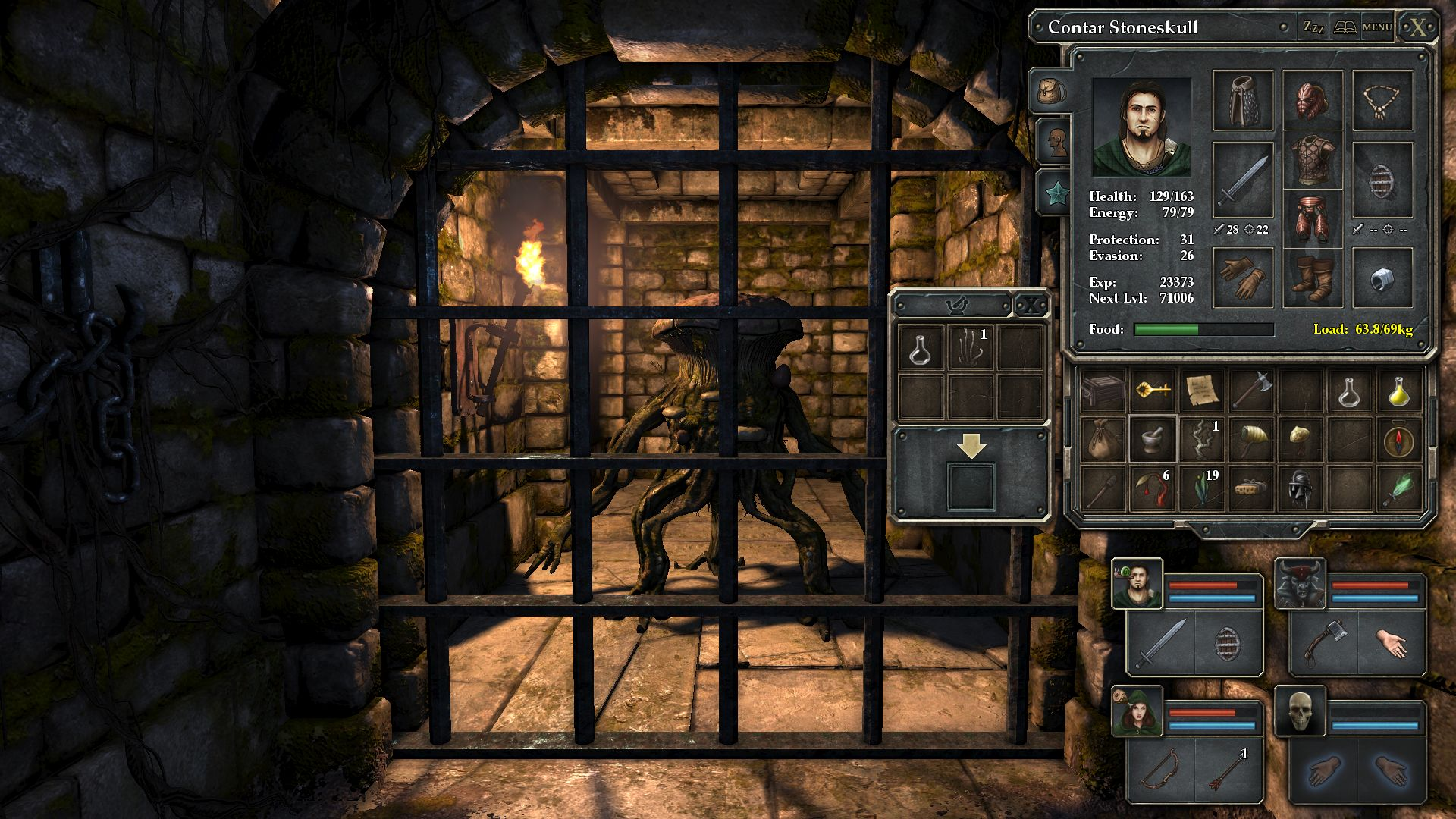
Capture d'écran de Legend of Grimrock.

Legend of Grimrock est un dungeon crawler en temps réel inspiré par Dungeon Master.
Le jeu est en vue subjective et le déplacement se fait case par case. 
Les personnages se déplacent dans une unique formation : 
- Deux personnages devant qui sont directement au corps à corps.
- Deux personnages derrière qui ne peuvent attaquer qu'avec des armes à distance ou des sorts. Les monstres ne peuvent les atteindre que s'ils se trouvent sur les côtés ou derrière.

Le joueur peut changer la formation même en plein combat.
La nourriture est un élément important du jeu. Chaque personnage a une barre de nourriture qui descend avec le temps et lorsqu'il attaque ou lance un sort. La nourriture peut être trouvée en tuant certains monstres ou en explorant le donjon.
Chaque personnage ne peut porter qu'un poids maximum d'équipement. La charge maximale dépend de la force du personnage.
Le système de magie ressemble lui aussi à celui de Dungeon Master, un système de runes permet au mage de lancer les sorts. Les combinaisons de sorts peuvent être trouvées sur certains parchemins.